# Вжонца (Мазовецьке воєводство)
Вжонца (пол. Wrząca) — село в Польщі, у гміні Гостинін Ґостинінського повіту Мазовецького воєводства.
Населення — 65 осіб (2011).
У 1975-1998 роках село належало до Плоцького воєводства.

## Демографія
Демографічна структура станом на 31 березня 2011 року:
|          | Загалом | Допрацездатний вік | Працездатний вік | Постпрацездатний вік |
| -------- | ------- | ------------------ | ---------------- | -------------------- |
| Чоловіки | 33      | 8                  | 22               | 3                    |
| Жінки    | 32      | 4                  | 21               | 7                    |
| Разом    | 65      | 12                 | 43               | 10                   |